# معدل ساعات العمل الإضافية
معدل ساعات العمل الإضافية تختلف معاني هذا المصطلح باختلاف البلدان والسلطات القضائية. وفي بعض البلدان، لا يوجد مفهوم يتعلق بأسبوع العمل القياسي (أو أي فترة زمنية مماثلة)، ولا توجد مكافأة تحفيزية يتم دفعها لتجاوز عدد الساعات المحددة خلال هذا الأسبوع. وفي بلدان أخرى، يتعين منح مكافأة تحفيزية لبعض فئات العمال عند تجاوز عددٍ معين من ساعات العمل.
ففي الولايات المتحدة، تبلغ عدد ساعات أسبوع العمل القياسي 40 ساعة. كما يجب أن يتقاضي العمال غير المستثنين (كما هو محدد في القانون الفيدرالي) معدل أجر يبلغ 150% من معدل الساعات العادية مقابل الساعات التي تتجاوز 40 ساعة في الأسبوع. ويلاحظ أنه يمكن لصاحب العمل تحديد بداية الأسبوع الذي يتم الدفع مقابله، وليس من الضروري أن تكون بداية الأسبوع بحسب التقويم المعتاد (على سبيل المثال، منتصف ليلة الأحد). ويقضي العديد من الموظفين، وخاصةً موظفو النوبات في الولايات المتحدة، وقتًا إضافيًا يضاف إلى جدول مواعيدهم؛ بحيث يمكن الحصول على تغطية طوال اليوم على مدار أيام الأسبوع السبعة.
ويحسب معدل ساعات العمل الإضافية النسبة بين ساعات العمل الإضافية للموظف وساعات العمل العادية في فترة زمنية محددة. ويتم اعتبار العمل إضافيًا إذا تجاوز عدد ساعات العمل القياسية للأسبوع والمحددة بموجب الولاية القضائية، حتى وإن كان هذا العمل ضمن جدول أو خطة العمل.
ويعطي ارتفاع معدل ساعات العمل الإضافية مؤشرًا مهمًا على الارتفاع المؤقت أو الدائم في عبء العمل. وهو ما يمكن أن يؤدي إلى ارتفاع معدل المرض، وارتفاع تكاليف العمالة، وانخفاض الإنتاجية.

## صيغة الحساب
{\displaystyle \textstyle {{\mbox{Overtime Rate }}={\frac {\sum {\mbox{Overtime Hours}}}{\sum {\mbox{Regular Hours (however defined)}}}}}}
- وحدة القياس: %